# Rjudži Bando
Rjudži Bando (japonsko 播戸 竜二), japonski nogometaš, * 2. avgust 1979.
Za japonsko reprezentanco je odigral 7 uradnih tekem.